# Državni grb
Državni grb  je službeni grb određene države, i kao takav je propisan ustavom, obično u prvim činovima i uz propisivanje zastave. Državni grb može imati nekoliko varijanti, tj. biti veliki, srednji i mali, ovisno od mjesta i prilike primjene.
Izgled državnog grba može biti uređen i zakonom koji će razraditi ustavnu odredbu. Pod državnim grbom se ne podrazumjeva samo grb u striktnom smislu riječi, to može biti i amblem ili pečat. U grbovima se nalaze razne nacionalne životinje, cvijeće, voće, drveće, poznati kulturni objekti, nacionalni simboli ili sveci.